# Jeron Al-Hazaimeh
Jeron Al-Hazaimeh (* 13. Februar 1992 in Düsseldorf) ist ein deutscher Fußballspieler.

## Leben
Anders als es sein Nachname suggeriert, hat Al-Hazaimeh keinen Migrationshintergrund. Der Nachname stammt aus einer früheren Ehe seiner Mutter mit einem Jordanier, die jedoch den Nachnamen behielt, damit alle ihre Kinder denselben Nachnamen hatten. Sein Vater und seine Mutter waren als Fußballer aktiv.
Nach seiner Heirat im Dezember 2013 ließ er seinen Nachnamen von Hazaimeh in Al-Hazaimeh korrigieren, da dieser zuvor bei der Übersetzung von der Geburtsurkunde in die Passpapiere falsch übertragen worden war.

## Karriere
Als Kind spielte Jeron Al-Hazaimeh im Düsseldorfer Süden Fußball beim SV Wersten 04 und beim SFD '75. Mit zehn Jahren wechselte er zur Fortuna und durchlief dort die weiteren Jugendmannschaften. Mit der U19 des Vereins spielte er zwei Jahre in der A-Jugend-Bundesliga West.
Bereits in seinem letzten Jugendjahr wurde der Innenverteidiger im letzten Saisonviertel in die zweite Mannschaft der Fortuna in der Regionalliga geholt und wurde dort auch gleich als Stammspieler eingesetzt. In der Saison 2011/12 wurde er fest in den U-23-Kader übernommen und gehörte zur ersten Elf. Einmal durfte er auch als Ersatzspieler der ersten Mannschaft zu einem Auswärtsspiel mitfahren, kam aber nicht zum Einsatz. Das Profiteam schaffte in diesem Jahr den Aufstieg in die Bundesliga, wodurch sich sein Abstand zu dem Team vergrößerte. So stand er im Jahr darauf nicht mehr im Profikader. Dazu verlief die Saison der Regionalligamannschaft sehr schlecht, und als sich das Team Ende November 2012 auf dem letzten Tabellenplatz wiederfand, verlor er vor der Winterpause seinen Stammplatz.
Zum Jahreswechsel kam dann der Kontakt zum Chemnitzer FC zustande, der eine Alternative für die Abwehr der Drittligamannschaft suchte. Der noch bis zum Saisonende gültige Vertrag mit Düsseldorf wurde daraufhin aufgelöst und Al-Hazaimeh unterschrieb für eineinhalb Jahre bei den Sachsen. Dort gehörte er gleich zum erweiterten Kader und als am 2. März 2013 ein Abwehrspieler wegen einer Sperre ausfiel, gab er gegen die zweite Mannschaft des VfB Stuttgart sein Profidebüt über die volle Spielzeit. Wenig später kam er zu weiteren Einsätzen, musste dann aber wieder verletzungsbedingt pausieren. Im Sommer 2014 wurde sein Vertrag in Chemnitz nicht verlängert.
Daraufhin wechselte Al-Hazaimeh dann in die Regionalliga West zu den Sportfreunden Lotte, mit denen er 2016 in die 3. Liga aufstieg. Jeron Al-Hazaimeh gilt als harter Spieler und wurde in eineinhalb Jahren in der Regionalliga elfmal mit Gelb verwarnt und viermal mit Gelb-Rot vom Platz gestellt. Zur Saison 2016/17 wechselte Al-Hazaimeh zum Drittligisten Preußen Münster. Nachdem sein Vertrag in Münster nicht verlängert worden war, kehrte er zur Saison 2018/2019 zurück zu den Sportfreunden Lotte.
Zur Saison 2022/23 wechselte Al-Hazaimeh zum Wuppertaler SV. Nach nur neun Einsätzen wechselt er zur Saison 2023/24 zum TuS Bövinghausen in die fünftklassige Oberliga Westfalen. Seit Januar 2024 spielt er beim SC Westfalia Herne.

## Erfolge
- Meister der Regionalliga West 2016 und Aufstieg in die 3. Liga